# Alex Camilleri
Alex Camilleri ist ein US-amerikanischer Filmregisseur. 

## Leben
Alex Camilleris Eltern stammen aus Malta, wanderten jedoch in den 1980er Jahren in die USA aus. Er ist der erste aus seiner Familie, der in den USA geboren wurde.
Camilleri studierte Englische Literatur und Dokumentarfilme am Vassar College in New York, wo er 2010 seine Abschlussarbeit Still Here realisierte und ist ein Alumnus des Sundance and Film Independent Labs.
Sein Spielfilmdebüt Luzzu feierte im Januar 2021 beim Sundance Film Festival seine Premiere. Luzzu wurde von Malta als Beitrag für die Oscarverleihung 2022 in der Kategorie Bester Internationaler Film eingereicht.
Camilleri lebt und arbeitet in New York.

## Filmografie
- 2009: Elli and the Astronaut (Kurzfilm)
- 2010: Still Here (Kurzdokumentarfilm)
- 2017: Prickly Pear (Kurzfilm)
- 2021: Luzzu

## Auszeichnungen
Sofia International Film Festival
- 2021: Auszeichnung mit dem Young Jury Award im internationalen Wettbewerb (Luzzu)[7]

Sundance Film Festival
- 2021: Nominierung für den Grand Jury Prize im World Cinema Dramatic Competition (Luzzu)